# NGC 3089
NGC 3089 est une galaxie spirale intermédiaire vue par la tranche située dans la constellation de la Machine pneumatique. NGC 3089 a été découverte par l'astronome britannique John Herschel en 1837.

## Caractéristiques
Sa vitesse par rapport au fond diffus cosmologique est de 3 038 ± 25 km/s, ce qui correspond à une distance de Hubble de 44,8 ± 3,2 Mpc (∼146 millions d'al).
À ce jour, 13 mesures non basées sur le décalage vers le rouge (redshift) donnent une distance de 35,185 ± 3,604 Mpc (∼115 millions d'al), ce qui est à l'intérieur de la distance de Hubble. Notons cependant que c'est avec la valeur moyenne des mesures indépendantes, lorsqu'elles existent, que la base de données NASA/IPAC calcule le diamètre d'une galaxie et qu'en conséquence le diamètre de NGC 3089 pourrait être d'environ 34,0 kpc (∼111 000 al) si on utilisait la distance de Hubble pour le calculer.
La classe de luminosité de NGC 3089 est II et elle présente une large raie HI. Elle renferme également des régions d'hydrogène ionisé.

## Groupe de NGC 3054
NGC 3089 est un membre du groupe de NGC 3054. Ce groupe comprend au moins 9 membres. Outre NGC 3054 et NGC 3089, les autres galaxies sont NGC 3051, NGC 3078, NGC 3084, IC 2531, IC 2537, ESO 499-26 et ESO 499-32.